# バイロケーション (小説)
『バイロケーション』は、法条遙による日本のホラー小説、およびそれを原作とする日本映画。

## 概要
タイトル通り、19世紀初頭から世界各国でその存在が語られ、実際に研究がされている怪奇現象「バイロケーション」を題材とした作品である。
2010年、角川書店主催の第17回日本ホラー小説大賞長編賞受賞。応募時の原題は『同時両所存在に見るゾンビ的哲学考』。
2013年、続編『バイロケーション スプリット』が発売。「バイロケ」をもつ殺し屋を主人公にしたストーリーで、映画オリジナルの設定が逆輸入の形で使われている。
2014年に映画化され、結末が異なる『バイロケーション 表』『バイロケーション 裏』の2作が連続公開された。
2014年9月12日から14日にかけてアメリカ合衆国・ロサンゼルスで開催されたLA EigaFest 2013では招待作品として上映された。

## あらすじ
ある日、新婚の忍はスーパーマーケットで偽札使用を疑われ、警察に通報されてしまう。しかしやってきた警察官・加納に連れて行かれたのは警察ではなく、高級フランス料理店「アンリス」だった。そしてそこで忍は「バイロケーション（通称バイロケ）」という自分と寸分違わぬ容姿をして、オリジナルの記憶も知識も全て持っているもう1人の自分というものが世の中に存在しており、そのバイロケによって生活を乱されている人が他にもいるため、情報交換や対策を立てる会を発足しているということを聞かされる。到底信じられない忍は、その場にいた加納を含めた他のメンバー（飯塚・門倉・御手洗）からの会への誘いも断ったが、その後も度々バイロケに遭遇したため、バイロケに夫をとられてしまう可能性も危惧して会への参加を決めた。
情報交換が主であった会での対策は、バイロケを捕まえて殺し、その後の経過を観察するという第2段階に突入しようとしていた。警官という職業柄、拳銃を所持している加納のバイロケがその対象として選ばれたが、実際に捕えて医師の御手洗が解剖した翌日、本物の加納が自宅で遺体で発見される。殺したのはバイロケではないかと考えた飯塚は会のメンバーそれぞれに護衛をつけたが、今度は門倉が政令病院の中の倉庫内で角材で殴り殺された状態で発見された。またしても密室状態だった。警察はその病院に勤める御手洗に疑いをかけて連行していったが、その後忍は「自分がオリジナルである」と主張する御手洗に呼び出されたり、再び現れた死んだはずの加納に「飯塚の亡くなった奥さんを調べろ」と言われたりと混乱し、質問に何も答えようとしない飯塚にも不信感をつのらせる。誰も信用できなくなっていた忍に、会にほとんど参加していなかった加賀美が、「僕はあなたが知りたいことは全部知っている」と言う。そして新幹線のチケットを渡された忍は、加賀美とともに飯塚の地元へと向かう。

## 登場人物
高村 忍（たかむら しのぶ）
主人公。人付き合いがあまり得意でなく、出不精。身なりも地味でそれほど美人でもなければ若くもないが、忍の部屋の階上に部屋を借りていた勝と知り合い、結婚したばかり。旧姓：桐村。男の人と付き合ったのは勝が初めて。生まれ育ちは静岡県浜松市。神奈川県相模原市にある女子美術大学の芸術学部に進学すると同時に家を出て一人暮らしを始め、美大を卒業後、教授に推薦してもらった画材を取り扱う会社に就職するが長続きせず、3年半で仕事を辞めた。結婚した現在も画家として生きる夢を諦められずコンクールに応募し続けている。両親は忍が20歳の時に東南アジアに旅行に行き、デモに巻き込まれて死んだため、勝の他に家族はいない。
加納 隆（かのう たかし）
警視庁所属の警部補。偽札事件の潜入捜査のため、浜松中央警察署に出向している。推定20代前半から26、7歳。高級車を所持している。
飯塚 誠（いいづか まこと）
何処からどう見ても完璧な紳士の空気をまとっている53歳の男性。浜松でも一、二を争う高級フランス料理店「アンリス」のオーナーでバイロケの会の発起人。嫌煙家。小百合という妻がいたがすでに亡くなっている。山梨県出身。
門倉 真由美（かどくら まゆみ）
美人だが、紫のスーツにケバい過剰な化粧、網タイツなどを履いているため水商売をしているように見えてしまうが、実は秘書という仕事に就いている。山梨県出身。
御手洗 巧（みたらい たくみ）
見事な白髪をした76歳の老人。医者。既婚だが、現在は別居していて妻・恵美子とは月に1度しか会えない。小柄な体格。浜松で1番大きく、地元の人間であれば知らない者はいないと言われる政令病院に勤めており、専門は外科。病院での地位は上から3番目らしい。都田町の三岳山の麓のフルーツパーク寄り、299号線に自分の喫茶店を持っている。ドイツで地元の女性と結婚し、医者をしている息子・俊之がおり、孫・レオンもいる。
加賀美 榮（かがみ さかえ）
飛び級しているため、19歳で大学4学生。夜にアルバイトをしている。濡れたような黒髪、大きくて丸い瞳、シャープな顎をしており、万人が美少年と形容するであろう容姿。心理学部で心の哲学を勉強しており、書いている論文のスタイルは「同時同所存在に見るゾンビ的哲学考」。
榊（さかき）
きっちりとしたスーツを着ていかにも紳士然とした風貌をしている壮年の男性。「アンリス」の支配人。
高村 勝（たかむら まさる）
忍の夫。20代。牧之原市の製茶産業に貢献した家柄で、地元のいわゆる名士の跡取り息子で兄弟はいない。大学を卒業してすぐに父親の知り合いの会社にコネではなく実力で入社し、現在入社7年目・営業部でかなり重要なポストについている。しかしかなり仕事が忙しくなり、実家から通うことが不可能になったため、浜松市街のマンションの8階に部屋を借り、その下に住んでいた忍と知り合った。実はその時他に婚約者がいたが、政略結婚で婚約者側にも結婚の意志が無かったため、親には内緒で忍と結婚した。優男の雰囲気だが、喧嘩っ早い一面もある。
篠山 京子（しのやま きょうこ）
忍の唯一ともいえる友人。美術関係の雑誌にイラストを載せている。大学卒業前にイラストレーターとしての仕事を得て、現在もその第一線にいる。
中川 照正（なかがわ てるまさ）
34歳。他人の生活を盗聴・盗撮して相手を強請るゆすり屋。

## バイロケーションの特徴
- バイロケはもう1人の自分であるため、番号が同じ紙幣やクレジットカードなどの所持品から髪の毛や爪の長さまで、オリジナル（本人）と寸分違わず差異は何もない。
- 長時間出現していられないドッペルゲンガーと違い、出現している時間や場所、条件は完全にランダムで法則性は無い。しかしながらオリジナルの周囲に出現する可能性が極めて高く、あまりにもオリジナルから離れすぎると消えてしまう。
- バイロケはオリジナルの記憶も知識も全て持っているため、自分がバイロケであることに気づかない。また、外部からもオリジナルとの差異を発見することはほぼ不可能。
- バイロケにはオリジナルの記憶＋自身で活動した記憶が残るが、オリジナルはバイロケが活動した記憶は共有しない。
- バイロケは外部に何かを「発信」することができないため、指紋が残らず、光を反射しないため鏡に映らない。食事はするが、摂取した食物がどう処理されているかは不明。

## 書誌情報
- 『バイロケーション』（2010年10月23日、角川ホラー文庫）ISBN 978-4-04-394387-6
  - 巻末では日本ホラー小説大賞選考委員の荒俣宏、貴志祐介、高橋克彦、林真理子の選評が掲載されている。
- 『バイロケーション スプリット』（2013年12月25日、角川ホラー文庫）ISBN 978-4-04-101146-1

## 映画
角川ホラー文庫20周年記念作品として映画化。
『×ゲーム』（2010年）や『リアル鬼ごっこ』シリーズ（2012年）などのホラー作品で手腕を発揮する安里麻里が監督・脚本を務め、ヒロインが突如発生するもう1人の自分（バイロケーション）に遭遇して「自分の人生」を奪い合う様をサスペンスホラーとして描く。主演の水川あさみは1人2役に挑戦し、Kis-My-Ft2の千賀健永は映画初出演となる。特報やTVスポットでは「殺される」という言葉で埋め尽くされるシーンやバイロケの不気味な眼球運動、実際に殺し合うシーンなどが使われ、「『シックス・センス』を超える結末」というキャッチコピーもつけられた。
劇中や映画ポスターで登場するバイロケーション人形制作は、人形作家の三浦悦子が担当している。

### キャスト
- 高村忍 / 桐村忍 - 水川あさみ
- 御手洗巧 - 千賀健永（Kis-My-Ft2）[1]
- 加賀美榮 - 高田翔（ジャニーズJr.）
- 三田村小百合 / 飯塚小百合 - マイコ
- 榊 - 久保酎吉
- 加納隆 - 滝藤賢一
- 高村勝 - 浅利陽介
- 門倉真由美 - 酒井若菜
- 飯塚誠 - 豊原功補

### スタッフ
- 原作：法条遙「バイロケーション」（角川ホラー文庫刊）
- 監督・脚本：安里麻里
- エグゼクティブプロデューサー：井上伸一郎
- 製作：山下直久、水口昌彦、木村憲一郎、山本浩、香月純一、植木英則
- 企画：安田猛
- プロデューサー：小林剛、清水俊、澤岳司、稲葉尚人
- 撮影：月永雄太
- 照明：木村匡博
- 録音：柳屋文彦
- 美術：露木恵美子、黒川通利
- 編集：村上雅樹
- 整音：石貝洋
- 音響効果：岡瀬晶彦
- VFXプロデューサー：井筒亮太
- CGディレクター：守屋雄介
- 助監督：海野敦
- 制作担当：細谷力
- ライン・プロデューサー：原田耕治
- 製作：KADOKAWA、ポニーキャニオン、エイベックス・エンタテインメント、博報堂、東映チャンネル、デジタル・フロンティア
- 制作プロダクション：角川大映スタジオ
- 制作協力：デジタル・フロンティア
- 配給：KADOKAWA

### 主題歌
- 表：黒夢「ゲルニカ」[11]
  - 恐怖と叙情が一体となった今作の世界観に、ハードさと繊細さの両方を兼ね備える黒夢の楽曲がぴったりだと考えられたことと、角川ホラー文庫の創刊と黒夢のデビューが共に20周年であることから安里監督や小林剛プロデューサーがオファーし、主題歌に決定された[12]。CDジャケットには「もうひとりの水川あさみ」をテーマとした、普段あまり見ることのない笑顔を封印した水川あさみの写真が採用されている[13]。撮影にはボーカルの清春も立ち会い、なごやかな雰囲気で進められた[13][14]。
- 裏：FAKY「The One」[15]
  - 2014年1月29日に解禁となったPVには映画の映像が採用され、水川あさみが演じる主人公・忍の幸せな夫婦生活が、後半に進むに連れて自身のバイロケによって徐々に崩されていく様子が描かれている[16]。

### 封切り
2013年10月21日、六本木ヒルズアリーナで行われた第26回東京国際映画祭にて特別招待作品としてワールド・プレミア上映され、グリーンカーペットセレモニーでは、「自分の近くに発生するもう一人の自分」をテーマにしている作品であることに倣い、エンディングが異なる「表」と「裏」の2バージョンが制作されたことも併せて発表された。2014年1月14日に行われたプレミア試写会では、観客に「表」「裏」の記載があるうちわを持ってもらい、見たい方を掲げることで上映作品を決定する異例の方式がとられた。水川は「表」、滝藤賢一は「裏」推しだったが、多数決の結果、「表」が235人で「裏」が122人となり、「表」が上映された。
「表」（オリジナルバージョン）は2014年1月18日に全国98スクリーンで公開され、「裏」（別エンディングバージョン）は同年2月1日に公開された。「表」はぴあ初日満足度ランキングで1位を獲得した。

### 海外映画祭
ハリウッドで開催される映画祭「LA EigaFest 2014」で公式上映された。

### 映画の評価
第26回東京国際映画祭で今作を鑑賞したイタリアのウディネ・ファーイースト映画祭プレジデントであるサブリナ・バラチェッティが、「近年の日本のホラー映画の中で断トツの完成度を誇る作品」と評価して出品を熱望し、第16回ウディネ・ファーイースト映画祭（2014年4月25日 - 5月3日）のコンペティション部門への出品が決定。幼い頃からイタリア映画の大ファンだという監督の安里は、「国籍に関係なく楽しめるトリック映画だと思うので是非イタリアの皆さんにも謎解きにチャレンジしてほしい」と大興奮で喜びのコメントを寄せた。